# Стюарт, Дэвид (художник по визуальным эффектам)
Дэвид Кей Стюарт (англ. David K. Stewart) (27 августа 1937 — 16 октября 1997) — американский художник визуальных эффектов и оператор-постановщик фотографических эффектов, участвовавший в работе над некоторыми культовыми научно-фантастическими фильмами, такими как «Близкие контакты третьей степени» (1977), «Звёздный путь» (1979), «Бегущий по лезвию» (1982), «Мозговой штурм» (1983), «Космическая одиссея 2010» (1984), «Чужой 3» (1992), «Судья Дредд» (1995) и «Сквозь горизонт» (1997).
Стюарт также получил номинацию на премию «Оскар» в категории «Лучшие визуальные эффекты» за фильм «Звёздный путь».

## Биография
Дэвид Кей Стюарт родился 27 августа 1937 года в Джефферсонвилле, Индиана, и начал свою профессиональную карьеру в киноиндустрии в 1966 году в качестве помощника оператора в голливудской компании Dickson-Vasu Camera Service, работая на стенде камеры Oxberry, а в 1971 году, Стюарт перешёл в компанию Robert Abel & Associates (RA&A), где работал над новаторскими визуальными эффектами для рекламных роликов того времени, оттачивая свое мастерство оператора-постановщика визуальных эффектов.
В 1976 году, Дэвид Кей Стюарт полностью переключился на театральные полнометражные фильмы, перейдя на работу в компанию Дугласа Трамбулла и Ричарда Юричича — Future General Corporation (FGC), где он отвечал за съёмку НЛО в культовом научно-фантастическом фильме Стивена Спилберга 1977 года — «Близкие контакты третьей степени», где Стюарт работал в отделе визуальных эффектов FGC.
После завершения работы над «Близкими контактами», FGC вскоре оказалась в тяжёлом положении, поскольку холдинговая компания — Paramount Pictures, задержала финансирование проекта, задуманного Дугласом Трамбуллом, и впоследствии Трамбулл был вынужден уволить большую часть своих сотрудников, включая Дэвида Кей Стюарта. Однако год спустя, Paramount была вынуждена нанять FGC, и компания снова заработала на полную, что позволило Стюарту вернуться в студию.
После «Близких контактов», Дэвид Кей Стюарт начал работу оператора-постановщика фотографических эффектов, для научно-фантастического фильма Роберта Уайза 1979 года — «Звёздный путь», основанного на одноимённом телесериале Джина Родденберри. Через год, Стюарт вместе с Дугласом Трамбуллом, Джоном Дайкстрой, Ричардом Юричичем, Робертом Суортом и Грантом МакКьюном номинировался на премию «Оскар» в категории «Лучшие визуальные эффекты» за работу над этим фильмом, но проиграл Х. Р. Гигеру, Карло Рамбальди, Брайану Джонсону, Нику Аллдеру и Дэннису Айлингу, за научно-фантастический фильм ужасов Ридли Скотта 1979 года — «Чужой».
После «Звёздного пути», Дэвид Кей Стюарт работал над визуальными эффектами фильмов 1980-х годов — «Бегущий по лезвию» 1982 года, «Изгои», «Мозговой штурм» (оба 1983 года), «Космическая одиссея 2010» 1984 года и «Дети солнца» 1986 года; и 1990-х годов — «Охота за «Красным Октябрём»» 1990 года, «Чужой 3» 1992 года, «Судья Дредд» 1995 года, «Стиратель» 1996 года, «Турбулентность», «Самолёт президента» (оба 1997 года), и своего последнего фильма (тоже 1997 года) — «Сквозь горизонт».
Дэвид Кей Стюарт умер 16 октября 1997 года от сердечного приступа, в больнице Холи-Кросс, в Гранада-Хиллс, Лос-Анджелес, в возрасте 60 лет.

## Фильмография
- Мальчик по имени Чарли Браун (1969)
- Снупи, возвращайся! (1972)
- Близкие контакты третьей степени (1977)
- Звёздный путь (1979)
- Бегущий по лезвию (1982)
- Изгои (1983)
- Мозговой штурм (1983)
- Космическая одиссея 2010 (1984)
- Дети солнца (1986)
- Охота за «Красным Октябрём» (1990)
- Чужой 3 (1992)
- Судья Дредд (1995)
- Стиратель (1996)
- Турбулентность (1997)
- Самолёт президента (1997)
- Сквозь горизонт (1997)